# سامی آرمز
سامی آرمز (انگلیسی: Sammy Armes; ۳۰ مارس ۱۹۰۸ – ۱۹۵۸ (۴۹−۵۰ سال)) بازیکن فوتبال اهل بریتانیا بود.
از باشگاه‌هایی که در آن بازی کرده‌است می‌توان به باشگاه فوتبال لیدز یونایتد، باشگاه فوتبال بلکپول، باشگاه فوتبال کارلایل یونایتد، باشگاه فوتبال ویگان اتلتیک، و باشگاه فوتبال میدلزبرو اشاره کرد.